# Parti des communistes italiens

Drapeau du Parti des communistes italiens.

Le Parti des communistes italiens (en italien, Partito dei Comunisti Italiani, abrégé PdCI) est un ancien parti politique italien. En décembre 2014, le parti s'est transformé en Parti communiste d'Italie (en) (PCd'I), qui évoluera ensuite pour devenir le Parti communiste italien.

## Création, alliances et programme
Le parti a été créé le 11 octobre 1998 d’une scission du Parti de la refondation communiste, alors que ce dernier était devenu hostile à l’alliance de L'Olivier — avant de revenir dans l’alliance baptisée L’Unione.
C’est le dernier parti présent au parlement qui en appelle explicitement au marxisme. Il nait de la rupture progressive du groupe dirigé par Armando Cossutta avec le Parti de la refondation communiste, lui-même scission du Parti communiste italien après son tournant historique de 1991. C’est le refus de la confiance qui entraîne la chute du gouvernement de Romano Prodi à provoquer la naissance de ce nouveau parti qui a pour stratégie « autonomie de la gauche au sein d’un centre-gauche unitaire ».
Après Cossutta, c’est Oliviero Diliberto qui en est devenu le dirigeant. Aux élections au Parlement européen de juin 2004, il a obtenu 2,4 % des voix (en passant de 600 000 à 783 710 votes), ce qui lui a permis de conserver deux députés (Marco Rizzo et l’astronaute Umberto Guidoni). Ces députés sont membres du groupe de la Gauche unitaire européenne/Gauche verte nordique. Son organe officiel est l’hebdomadaire Rinascita della Sinistra (Renaissance de la Gauche).
Il fait partie de l’alliance de L’Union et dispose d’un ministre dans le gouvernement Romano Prodi II.

## Élections politiques de 2006
Aux élections politiques de 2006, le PDCI obtient 2,6 % des voix à la Chambre et 16 députés, ainsi que 5 sénateurs élus en alliance avec la Fédération des Verts et l’Union des consommateurs.

## Élections politiques de 2008
En 2008, une nouvelle coalition se présente aux élections politiques ; elle rassemble, sous le nom de La Gauche - l'Arc-en-ciel, la Fédération des Verts, le Parti de la refondation communiste, le Parti des communistes italiens et la Gauche démocrate.

## Scission
À la suite du Ve Congrès (2008), Katia Bellillo et Umberto Guidoni quittent le Pdci avec les adhérents de leur motion favorable à une constituante socialiste, afin de fonder Unir la Gauche en février 2009. Ils forment Gauche et Liberté avec les Socialistes et les Verts.
Marco Rizzo est exclu en juin 2009 et fonde les Comunisti Sinistra Popolare qui deviendront un nouveau Parti communiste en 2014.

## Élections récentes
Afin d’éviter le risque du nouveau seuil national de 4 % (instauré en février 2009), le Parti des communistes italiens s’allie avec le Parti de la refondation communiste en une « Liste anticapitaliste » qui n’obtient que 3,4 %. En décembre 2009, les partis composant cette liste forment la Fédération de la gauche, qui s'est finalement dissoute en novembre 2012. Le parti a intégré la nouvelle coalition Révolution civile pour les élections générales italiennes de 2013, laquelle a obtenu moins de 3 % des suffrages. Pour les élections européennes de 2014, le PdCI est exclu de la coalition L'autre Europe avec Tsipras et ne présente pas de liste.